# Metal: Hellsinger
Metal: Hellsinger es un videojuego de disparos rítmicos en primera persona desarrollado por una Desarrolladora Sueca llamada "The Outsiders" para Microsoft Windows, PlayStation 5, PlayStation 4, Xbox One y Xbox Series X/S. Es publicado por Funcom y lanzado el 15 de septiembre de 2022. 
Metal: Hellsinger recibió críticas muy positivas. Fue nominado al Premio de la Academia Británica de Juegos por Logro de Audio en la 19.ª edición de los Premios de la Academia Británica de Juegos.

## Jugabilidad
El juego mezcla elementos tanto de los juegos de disparos en primera persona como de los juegos de ritmo, con referencias particulares que recuerdan a la franquicia de Doom.
Mientras navegan por el mundo demoníaco del juego, los jugadores se enfrentan a una gran variedad de demonios mientras están acompañados por una banda sonora de heavy metal. Los jugadores infligen daño adicional si sus ataques están sincronizados al ritmo de la música sin perder notas sumando a su combo total, se suman instrumentos adicionales a la canción a medida que aumenta el medidor de furia (combo). Este medidor también se puede mantener realizando otras acciones como correr, saltar y recargar, al ritmo de la musica. Este ritmo también está representado visualmente en elementos ambientales, como las animaciones de fuego, los movimientos de los demonios, los parpadeos de luces, etc. En lo que el juego llama el "ritmo natural del universo".  Se pueden superar niveles de desafíos adicionales cumpliendo misiones llamadas "Tormentos" para desbloquear potenciadores. 
El juego también recurre a elementos del género bullet hell, con grandes cantidades de proyectiles en el campo de batalla frenético en las peleas. Los jugadores tienen un alto nivel de maniobrabilidad, pudiendo realizar doble salto y lanzarse hacia adelante en el aire (dash) como en Doom Eternal, las maniobras dentro del ritmo de la música son clave en esos segmentos en el infierno de balas. El juego está dividido en nueve círculos del infierno (incluido el tutorial) que hace referencia al Infierno de Dante en la Divina Comedia, cada una de las cuales culmina en una pelea contra un jefe de un aspecto de 'El Juez', el antagonista del juego.

## Historia
Un alma perdida llamada simplemente "La Desconocida (The Unknown)" cae al Infierno, donde sus recuerdos, su voz y su "canción" (probablemente la representación de su alma) son robados, El Infierno roba los recuerdos de todos los que residen y caen allí, a veces dejando solo los recuerdos suficientes para hacer sufrir a sus habitantes. 
En un intento por recuperar lo perdido, ella va a enfrentarse al gobernante del infierno, La Jueza Roja (Red Judge), pero fue encerrada tras una Puerta de Angustia inquebrantable debajo de los Infiernos; Sin embargo, ella despierta en un llamado.
En su camino encuentra a Paz (Interpretado por Troy Baker), el coprotagonista, una calavera que habla, actúa como narrador del juego, describe los pensamientos de La Desconocida y cuyo poder es su "pulso", básicamente el "ritmo del universo", es algo que Desconocida puede aprovechar, al ella perder su canción y su voz, usa la de Paz como su propia "canción" para atravesar las Puertas de la Angustia y ascender a través de los Infiernos de regreso la Jueza Roja para recuperar su voz.
De camino al primer Infierno, "Voke", La Desconocida y Paz se abren paso entre los demonios y matan a un Aspecto de la Jueza, los aspectos son manifestaciones del poder de La Jueza Roja. Al derrotarla debilitan su poder mientras restauran una parte de la voz de La Desconocida y los recuerdos de Paz. 
La Jueza Roja al descubrir la supervivencia de Paz después de creerlo destruido, envía los ejércitos del infierno y sus otros Aspectos para detener a La Desconocida y proteger los otros Infiernos.
La Desconocido y Paz se dirige al segundo Infierno, "Estigia", y matan a otro Aspecto de La Jueza Roja. Mientras, esta después de investigar a La Desconocida, encuentra una profecía que dice que los Infiernos caerán cuando un Arcángel sea asesinado y despojado del Trono Infernal por un "Cantante del Infierno (Hellsinger)". Decidida a evitar la fatalidad profetizada del Infierno, La Jueza Roja intenta el "Ritual de las Lanzas" para atar a La Desconocida a su voluntad.
La Desconocida y Paz luchan en el tercer infierno, "Yhelm", cuando llega la Jueza Roja a ejecutar su ritual contra ellos, pero La Desconocida se resiste con voluntad fuerte e ira inquebrantable, lo que hace que la Jueza Roja entre lentamente en pánico mientras La Desconocida y Paz llegan al cuarto Infierno. 
La Desconocida y Paz se infiltran en "Incaustis", el cuarto infierno y derrotan a otro Aspecto de la Jueza Roja así convenciendo a los demonios de que Desconocida es la Cantante del Infierno de la profecía.   
Desesperada por salvaguardar los Infiernos según sus órdenes, la Jueza Roja llama a "El Todo (the All)" para enviar ángeles del Cielo para ayudar a combatir contra la Desconocida, debido al caos que la Desconocida y Paz están causando en el Infierno. 
Al luchar contra demonios y ángeles en el quinto Infierno, "Gehenna", y derrotar a otro Aspecto, Paz recupera suficientes recuerdos para recordar que fue la propia Jueza Roja quien tomó personalmente la voz de La Desconocida, para tomar su música para sí misma y evitar el ascenso de La Desconocida como la verdadera Cantante del Infierno. A pesar de este recuerdo, Paz cree que algo anda mal, siente que faltan partes sobre lo que hizo la Jueza Roja con La Desconocida y que falta algo clave en sus recuerdos. 
Al notar que los ángeles también temen la profecía, la Jueza Roja adquiere su ayuda divina para someterse a la "Disolución", un ritual que provocó que las leyes y la realidad del sexto Infierno, "Nihil", comiencen a desmoronarse, a costa de debilitar aún más a la Jueza Roja. 
A pesar de los esfuerzos del ejército del Infierno, los ángeles y el siguiente Aspecto de la Jueza Roja para mantener a la Desconocida y Paz dentro de Nihil mientras se destruía con el ritual para así perderla en el tiempo y el espacio, la Desconocida nuevamente es victoriosa y escapa junto con Paz, haciendo que su ritual de la Disolución sea en vano.
A pesar de saber que la debilitaría mucho y aún más sabiendo el vínculo entre La Desconocida y Paz, la Jueza Roja no tenía muchas opciones así que llama al Todo para lanzar la maldición "Desposesión", lo que hace que Paz sea sacado de La Desconocida y lo roba justo cuando estaban entrando al séptimo Infierno, "Acheron" (En el juego provoca que el jugador pierda el acceso total a Paz como arma y guía).
En este punto, Paz ha recuperado suficientes recuerdos de los Aspectos de la Jueza Roja para recordar que él una vez fue más que una simple calavera sin rumbo, él era un Arcángel y el "Instrumento del Todo", donde su papel era "Ver, oír y dar voz en alabanza". Paz encontraba esa vida aburrida y odiaba las canciones que tenía que cantar por mas hermosa que fuera, excepto por una de sus canciones: "Lo Desconocido - The Unknown's", que quizás podía cambiarlo todo. Paz para conocer y tocar la canción que amaba, se dejó arrojar de su puesto al infierno, esperando una eternidad a que ella llegara hasta él, haciendo que su cuerpo en la espera de la eternidad se descompusiera dejándolo solo en un cráneo.
Ahora con Paz en su poder, la Jueza Roja planea extraer todos los recuerdos de él para descubrir la verdad. 
Dejada a su suerte para luchar contra "Acheron" el séptimo Infierno por sí sola, se abre paso y recupera a Paz del Aspecto de ese infierno, aunque este le informa con pesar que le tuvo que contar todo al Jueza Roja. 
Mientras, los ángeles intentan matar la Jueza Roja por no proteger al Infierno de la Desconocida, la Jueza Roja los mata antes de revelar que ahora recuerda todo. Ella también fue una vez un Arcángel. Ahora se da cuenta de que el Cielo no envió ángeles al Infierno para ayudarla, sino que los envió por miedo, porque creen que la profecía se hará realidad, la Jueza Roja seria asesinada y la Desconocida se levantaría como la autentica Cantante del Infierno atacando al Cielo.
Lanzando el hechizo "Muerte", la Jueza Roja absorbe todas las almas condenadas y muchos demonios de los Infiernos para fortalecerse para la batalla final contra la Desconocida.
La Desconocida llega al octavo Infierno, el "Sheol", que actúa como baluarte que separa el Cielo del Infierno y es donde la Jueza Roja gobierna sobre los demás Infiernos desde su trono. Luchan para llegar hasta la Jueza Roja.
La Desconocida y la Jueza Roja se enfrentan haciendo que este última inevitablemente sea derrotada. Mientras muere, la Jueza Roja revela que solo tiene una parte de la voz de la Desconocida; el resto reside en los Cielos. la Jueza Roja también explica la verdad: ella y algunos otros creían que el Todo se había corrompido por completo y necesitaba ser destronado. Cuando Pazelius (el verdadero nombre de Paz) vio a la Desconocida, él y la Jueza Roja conspiraron para esconder a la Desconocida en el Infierno, sabiendo que el Infierno tomaría los recuerdos de ambos y ocultaría su plan incluso de ellos mismos (Y quizas del Todo). Pazelius y ella se rebelaron contra la luz, lo que los llevó a ser arrojados al Infierno, donde ella fue designada Jueza Roja y gobernante de los Infiernos. Cuando la Jueza Roja tomó la voz de la Desconocida, le dio parte de ella a un ángel que estaba presente para llevarla al Cielo, sabiendo que la Desconocida tendría que derrotar al Juez Rojo para asaltar el Cielo y reclamar su voz, los Infiernos les hicieron olvidar todo; el plan de la rebelión de la Jueza Roja, la "canción" de la Desconocida y el amor de Pazelius por la Desconocida. 
Cuando La Desconocida (The Unknown) finalmente se convierte en la Cantante del Infierno (The Hellsinger) y ha recuperado suficiente de su voz como para romper la barrera entre el Cielo y el Infierno, la Jueza Roja hace una última petición a ella: que les dé con todo el Infierno. Luego muere.
Finalmente Junto a Paz, La Desconocida usa su "canción" para abrir un camino al Cielo, donde ambos irán a luchar contra el Todo y recuperar lo último de su voz.
El juego termina en suspenso en la escena posterior a los créditos, donde se explica que la muerte de la Jueza Roja provocó que los reinos se desmoronaran, lo que permitió a los demonios escapar de los Infiernos y tomar posesión de lugares en "el Prime" (la Tierra). Paz explica que él y la Desconocida se separaron hace mucho tiempo y que Paz la ha estado buscando. Adoptando forma humana, espera a que ella lo encuentre en la Tierra mientras «toda la existencia se desmorona». Él estando en un bar de mala muerte donde reside actualmente, se gira y ve a la Desconocida en forma humana entrar al edificio.
Se revela más de la historia en la actualización del Purgatorio . En él, Paz explica que después de matar a la Jueza Roja, él y Desconocida no fueron al Cielo todavía y en su lugar quedaron atrapados dentro de una bestia llamada "el Leviatán". Con fragmentos y piezas del Infierno cayendo en el Leviatán después de la muerte de la Jueza, La Desconocida y Paz tienen que luchar a través de oleadas de demonios y ángeles para recolectar "Ecos del Vacío", que cuando se entregan al Altar de los Ecos le permiten a Desconocida descubrir más de sus recuerdos y su poder, para fortalecer a la debilitada Desconocida para la próxima lucha contra el Todo. Pronto descubren que el Altar, cuando recibe suficiente energía, puede abrir una puerta para escapar. También descubren que Paz había estado antes en el Leviatán y había dejado escritos en el Altar: afirman que el Leviatán es el verdadero límite entre el Cielo y el Infierno, junto con un mensaje para su yo futuro diciéndole que pierda la esperanza. Mientras ambos luchan a través del Leviatán y acumulan poder, Paz, aunque está decidido a ayudar a Desconocida a escapar del Leviatán, comienza a temer lo que le sucederá una vez que Desconocida ya no lo necesite. 
Después de estar a punto de escapar, Paz y Desconocida se encuentran con una segunda, "Desconocida Perdida", que puede hablar. Esta les explica que, después de que los dos habían matado a la Jueza del infierno, habían liberado "ecos de la realidad" que el Todo nunca quiso que existieran, siendo la Desconocida Perdida uno de estos ecos, habiéndose separado de la Desconocida original cuando rompió la barrera del Infierno y terminó en el Leviatán. Desconocida Perdida declara su intención de asaltar el Cielo sola sin la original, las dos Desconocidas luchan, y la Desconocida (Original) mata a la otra (la Perdida). 
Aunque victoriosos, tanto Paz como Desconocida quedaron demasiado debilitados para escapar juntos, por lo que Paz decide quedarse atrás para abrir el portal y dejar escapar a la Desconocida. Ella, habiendo recuperado la capacidad de hablar, llama a Paz por su verdadero nombre, Pazelius, y le dice que no fue su culpa, luego le asegura que la voz de él seguirá siendo siempre la voz de ella antes de salir por el portal. Agotado, Paz cae al suelo, pero luego es recogido por un brazo fuera de pantalla que parece ser el de la Desconocida. Dejando la historia en suspenso, Paz narra que la audiencia simplemente tendrá que confiar en él cuando dice que llegaron al Cielo, y se burla de que un día podría contar la historia de cómo llegaron, pero no hoy.

## Desarrollo
El desarrollo comenzó tras la cancelación del juego anterior de The Outsiders, Darkborn .  El equipo decidió usar su propia música, en lugar de metal existente, debido a restricciones presupuestarias y la necesidad técnica de dividir la música en capas para el sistema de medición de furia. El juego se anunció en junio de 2020, inicialmente previsto para 2021, pero se retrasó hasta 2022 para "cumplir con las altas expectativas del juego".

## Banda sonora
Toda la composición es de Two Feathers, y cada canción cuenta con un vocalista invitado. Junto con el lanzamiento del DLC El sueño de la Bestia (Dream of the Beast), el jugador puede elegir cualquier canción de la banda sonora durante el juego y jefes para cada uno de los ocho niveles, conocidos como "Infiernos", respectivamente. Además, el DLC Essential Hits contiene ocho canciones con licencia de diferentes géneros, que se pueden reproducir durante el juego y/o contra el jefe, al igual que la banda sonora del juego, pero no utiliza el sistema medido de multiplicador del juego sino que solo reproduce en bucle. El juego también admite mods que permiten a los jugadores usar cualquier canción de cualquier género, lo que puede permitir la opción de crear diferentes pistas de música para cada multiplicador, hasta un multiplicador de 16x. En una colaboración, se realizó una adición a la banda sonora de Metal: Hellsinger en conjunto con el juego DUSK . Se agregaron al juego nueve pistas de la banda sonora original, compuesta por Andrew Hulshult. En el juego, las pistas de DUSK aparecen junto con las pistas de "Essential Hits DLC" y tampoco utilizan el sistema multiplicador.
| Metal: Hellsinger Original Soundtrack |                                                   |                                        |          |  |
| N.º                                   | Título                                            | Lead Vocals                            | Duración |  |
| 1.                                    | «The Hellsinger (Main Theme)»                     | none                                   | 3:16     |  |
| 2.                                    | «Through You»                                     | Mikael Stanne from Dark Tranquillity   | 2:37     |  |
| 3.                                    | «This is the End»                                 | Mikael Stanne from Dark Tranquillity   | 5:29     |  |
| 4.                                    | «Blood and Law»                                   | Mikael Stanne from Dark Tranquillity   | 6:15     |  |
| 5.                                    | «Stygia»                                          | Alissa White-Gluz from Arch Enemy      | 5:43     |  |
| 6.                                    | «Infernal Invocation I: Hopes and Fears»          | Mikael Stanne from Dark Tranquillity   | 1:35     |  |
| 7.                                    | «Burial at Night»                                 | Tatiana Shmailyuk from Jinjer          | 5:38     |  |
| 8.                                    | «Infernal Invocation II: Defiance»                | Mikael Stanne from Dark Tranquillity   | 1:36     |  |
| 9.                                    | «This Devastation»                                | Matt Heafy from Trivium                | 5:41     |  |
| 10.                                   | «Infernal Invocation III: Dreaming in Distortion» | Mikael Stanne from Dark Tranquillity   | 1:58     |  |
| 11.                                   | «Poetry of Cinder»                                | James Dorton from Black Crown Initiate | 4:53     |  |
| 12.                                   | «Dissolution»                                     | Björn "Speed" Strid from Soilwork      | 5:37     |  |
| 13.                                   | «Acheron»                                         | Randy Blythe from Lamb of God          | 4:39     |  |
| 14.                                   | «Silent No More»                                  | Dennis Lyxzén from Refused and INVSN   | 6:36     |  |
| 15.                                   | «No Tomorrow»                                     | Serj Tankian from System of a Down     | 6:58     |  |
| 68:31                                 |                                                   |                                        |          |  |

| Dream of the Beast DLC |                      |                                   |          |  |
| N.º                    | Título               | Lead Vocals                       | Duración |  |
| 1.                     | «Leviathan»          | Will Ramos from Lorna Shore       | 6:19     |  |
| 2.                     | «Dream of the Beast» | Cristina Scabbia from Lacuna Coil | 6:24     |  |
| 12:43                  |                      |                                   |          |  |

| Essential Hits DLC |                          |                            |          |  |
| N.º                | Título                   | Performer                  | Duración |  |
| 1.                 | «Down with the Sickness» | Disturbed                  | 4:38     |  |
| 2.                 | «Uprising»               | Muse                       | 5:04     |  |
| 3.                 | «Misery Business»        | Paramore                   | 3:18     |  |
| 4.                 | «Tsunami (Original Mix)» | DVBBS & Borgeous           | 3:56     |  |
| 5.                 | «Runaway (U & I)»        | Galantis                   | 3:47     |  |
| 6.                 | «Feel Good Inc.»         | Gorillaz                   | 3:42     |  |
| 7.                 | «I Love It»              | Icona Pop feat. Charli XCX | 2:37     |  |
| 8.                 | «Personal Jesus»         | Depeche Mode               | 3:44     |  |
| 28:09              |                          |                            |          |  |

| DUSK Original Soundtrack DLC |                            |          |  |
| N.º                          | Título                     | Duración |  |
| 1.                           | «Departure to Destruction» | 3:54     |  |
| 2.                           | «Hand Cannon»              | 5:19     |  |
| 3.                           | «Burn In Hell»             | 4:00     |  |
| 4.                           | «Murder Machine Inc.»      | 3:55     |  |
| 5.                           | «Endless»                  | 4:17     |  |
| 6.                           | «Mine Control»             | 3:07     |  |
| 7.                           | «Sacrifice»                | 4:49     |  |
| 8.                           | «Erebus Reaction»          | 5:08     |  |
| 9.                           | «Bleeding Out»             | 3:45     |  |
| 38:14                        |                            |          |  |

## Recepción
Eurogamer se mostró positivo acerca del juego, señalando que "se siente como un torrente de emociones, como si el juego en sí mismo fuera también un tipo de shooter diferente, más personal", más allá de sus referencias al género.  La reseña de IGN fue más variada, afirmando que si bien el juego era bueno, era muy corto y los jefes eran repetitivos, y agregó: "Metal: Hellsinger puede que no sea el mejor juego de disparos de matanza de demonios del mundo, pero sin duda es un tributo conmovedor".  PC Gamer hizo una evaluación similar y agregó que, si bien era poco probable que afectara al género, era "un juego perfectamente bueno con mucho valor de rejugabilidad, algunas ideas interesantes, una buena banda sonora y una historia divertida". 
Hasta diciembre de 2022 se habían vendido más de un millón de copias del juego.

### Algunos Reconocimientos
| Year | Award                              | Category                                              | Result | Ref           |
| ---- | ---------------------------------- | ----------------------------------------------------- | ------ | ------------- |
| 2022 | Golden Joystick Awards             | Best Audio                                            |        | [ 18 ]        |
| 2022 | The Game Awards                    | Best Score and Music                                  |        | [ 19 ] [ 20 ] |
| 2022 | Steam Awards                       | Best Soundtrack                                       |        | [ 21 ]        |
| 2023 | New York Game Awards               | Tin Pan Alley Award for Best Music in a Game          |        | [ 22 ]        |
| 2023 | D.I.C.E. Awards                    | Outstanding Achievement in Original Music Composition |        | [ 23 ]        |
| 2023 | Game Audio Network Guild Awards    | Best Audio Mix                                        |        | [ 24 ] [ 25 ] |
| 2023 | Game Audio Network Guild Awards    | Best New Original IP Audio                            |        | [ 24 ] [ 25 ] |
| 2023 | Game Audio Network Guild Awards    | Best Original Soundtrack Album                        |        | [ 24 ] [ 25 ] |
| 2023 | Game Audio Network Guild Awards    | Creative and Technical Achievement in Music           |        | [ 24 ] [ 25 ] |
| 2023 | Game Audio Network Guild Awards    | Creative and Technical Achievement in Sound Design    |        | [ 24 ] [ 25 ] |
| 2023 | 23rd Game Developers Choice Awards | Best Audio                                            |        | [ 26 ] [ 27 ] |
| 2023 | 19th British Academy Games Awards  | Audio Achievement                                     |        | [ 28 ] [ 29 ] |